# Savannah Challenger 2025
Il Savannah Challenger 2025 è stato un torneo maschile di tennis professionistico. È stata la 15ª edizione del torneo, facente parte della categoria Challenger 75 nell'ambito dell'ATP Challenger Tour 2025, con un montepremi di 100 000 $. Si è giocato dal 21 al 27 aprile 2025 sui campi in terra verde del Franklin Creek Tennis Center di Savannah, negli Stati Uniti.

## Partecipanti

### Teste di serie
| Nazionalità | Giocatore              | Ranking* | Testa di serie |
| ----------- | ---------------------- | -------- | -------------- |
| Stati Uniti | Eliot Spizzirri        | 125      | 1              |
| Argentina   | Federico Agustín Gómez | 136      | 2              |
| Stati Uniti | Emilio Nava            | 140      | 3              |
| Canada      | Liam Draxl             | 159      | 4              |
| Kazakistan  | Dmitrij Popko          | 161      | 5              |
| Stati Uniti | Jenson Brooksby        | 168      | 6              |
| Canada      | Alexis Galarneau       | 184      | 7              |
| Australia   | Bernard Tomic          | 232      | 8              |

* Ranking al 14 aprile 2025.

### Altri partecipanti
I seguenti giocatori hanno ricevuto una wild card per il tabellone principale:
- Jenson Brooksby
- Andres Martin
- Alfredo Perez

Il seguente giocatore è entrato in tabellone come special exempt:
- Max Wiskandt

I seguenti giocatori sono entrati in tabellone come alternate:
- Corentin Denolly
- Maxime Janvier
- Genaro Alberto Olivieri

I seguenti giocatori sono passati dalle qualificazioni:
- Tristan McCormick
- Garrett Johns
- João Lucas Reis da Silva
- Patrick Maloney
- Stefan Kozlov
- Patrick Kypson

Il seguente giocatore è entrato in tabellone come lucky loser:
- Ryan Seggerman

## Punti e montepremi
| Torneo    | Torneo              | V     | F     | SF    | QF    | 2T    | 1T  | Q | Q2  | Q1  |
| Singolare | Punti               | 75    | 44    | 22    | 12    | 6     | 0   | 4 | 2   | 0   |
| Singolare | Premi in denaro ($) | 9 880 | 5 820 | 3 450 | 2 000 | 1 165 | 720 | – | 360 | 185 |
| Doppio    | Punti               | 75    | 44    | 22    | 12    | –     | 0   | – | –   | –   |
| Doppio    | Premi in denaro ($) | 4 250 | 2 450 | 1 480 | 880   | –     | 500 | – | –   | –   |

## Campioni

### Singolare
Nicolás Mejía ha sconfitto in finale  Liam Draxl con il punteggio di 2–6, 6–2, 7–6(3).

### Doppio
Federico Agustín Gómez /  Luis David Martínez hanno sconfitto in finale  Mac Kiger /  Patrick Maloney con il punteggio di 3–6, 6–3, [10–5].